# Aleiodes fahringeri
Aleiodes fahringeri är en stekelart som först beskrevs av Telenga 1941.  Aleiodes fahringeri ingår i släktet Aleiodes och familjen bracksteklar. Inga underarter finns listade i Catalogue of Life.